# Julita, Leyte

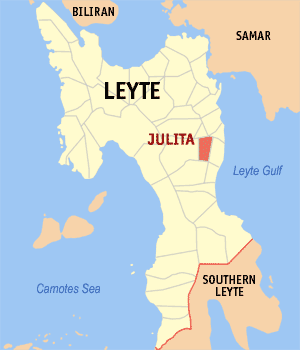
Bản đồ Leyte với vị trí của Julita

Julita là một đô thị ở tỉnh Leyte, Philippines. Theo điều tra dân số năm 2000 của Philipin, đô thị này có dân số 12.096 người trong 2.537 hộ.

## Các đơn vị hành chính
Julita được chia ra 26 barangay.
| - Alegria - Anibong - Aslum - Balante - Bongdo - Bonifacio - Bugho - Calbasag - Caridad - Cuya-e - Dita - Gitabla - Hindang | - Inawangan - Jurao - Poblacion District I - Poblacion District II - Poblacion District III - Poblacion District IV - San Andres - San Pablo - Santa Cruz - Santo Niño - Tagkip - Tolosahay - Villa Hermosa |